# カルヴェッロ
カルヴェッロ（イタリア語: Calvello）は、イタリア共和国バジリカータ州ポテンツァ県にある、人口約1,900人の基礎自治体（コムーネ）。

## 地理

### 位置・広がり

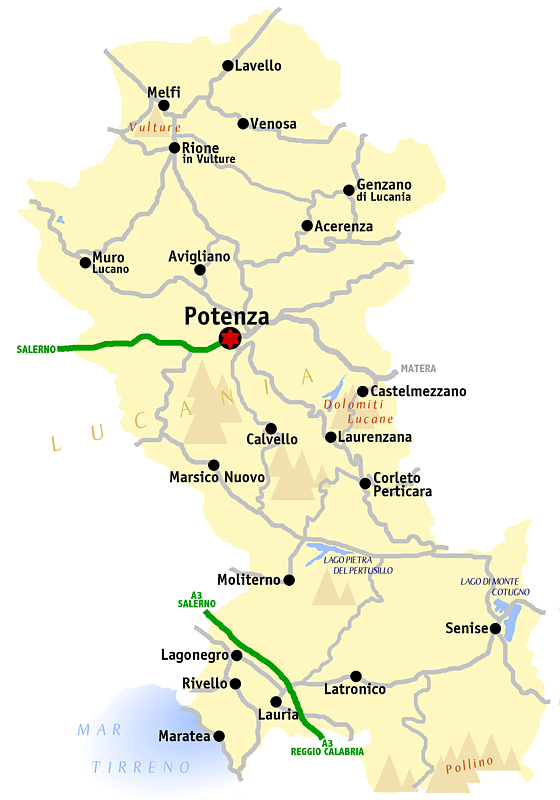
ポテンツァ県概略図

#### 隣接コムーネ
隣接するコムーネは以下の通り。
- アブリオーラ
- アンツィ
- ラウレンツァーナ
- マルシコ・ヌオーヴォ
- マルシコヴェーテレ
- ヴィッジャーノ